# Knud Rasmussen
Knud Rasmussen, születési teljes nevén Knud Johan Victor Rasmussen (Ilulissat, 1879 június 7. – Koppenhága, 1933 december 21.) grönlandi születésű dán kutató, író, néprajztudós.

## Életpályája
1879-ben született Grönlandon, dán szülők gyermekeként. Később az eszkimók élete, életvilága fontos szerepet játszott életében, kutatásainak egyik fontos alapkövei voltak. Koppenhágában tanult, már az iskolában okos, művelt gyereknek tartották.
Emlékére az eszkimók Észak-Grönlandon emlékművet állítottak neki. A felirat grönlandi, magyarul:

„Knud Rasmussennek állították a sarkvidéki eszkimók.”

Thulei utazás című könyve magyarul is megjelent.

## Magyarul megjelent művei
- Thulei utazás. Kutyaszánon az eszkimók földjén; ford. Detre Zsuzsa; Gondolat, Bp., 1965 (Világjárók)
- Amikor a hollók még beszélni tudtak. Eszkimó népmesék; összegyűjt. Knud Rasmussen, ford. Lengyel Fruzsina; Fapadoskonyv.hu, Bp., 2012

## Fordítás
- Ez a szócikk részben vagy egészben  a   Knud Rasmussen című dán Wikipédia-szócikk ezen változatának fordításán alapul.  Az eredeti cikk szerkesztőit annak laptörténete sorolja fel. Ez a jelzés csupán a megfogalmazás eredetét és a szerzői jogokat jelzi, nem szolgál a cikkben szereplő információk forrásmegjelöléseként.